# Lycoming LTS101
Il Lycoming LTS101 è un motore turboalbero in grado di esprimere, a seconda delle versioni, una potenza che va dai 650 ai 850 shp, utilizzato come propulsore e, nella versione turboelica denominata LTP101, aerei da trasporto leggeri. La designazione militare statunitense per entrambe le versioni di questo motore è T702. È stato originariamente progettato dalla Lycoming Turbine Engine Division negli stabilimenti di Stratford in Connecticut, ma a seguito dell'acquisizione della società la produzione è passata alla Honeywell Aerospace.

## Velivoli utilizzatori

### Ad ala rotante (turboalbero)
- Bell 222
- Eurocopter AS350 AStar
- Eurocopter HH-65A/B Dolphin
- MBB-Kawasaki BK 117

### Ad ala fissa (turboelica)
- Air Tractor AT-302
- Piaggio P166
- Cessna 421

## Varianti
LTP101-600
LTP101-700
LTS101-600A-2
LTS101-600A-3
LTS101-600A-3A
LTS101-650B-1
LTS101-650B-1A
LTS101-650C-2
LTS101-650C-3
LTS101-650C-3A
LTS101-700D-2
LTS101-750B-1
LTS101-750B-2
LTS101-750C-1
LTS101-850B-2
T702